# Francesco Landi (cardinale)
Francesco Landi, anche noto come Francesco Landi Pietra (Piacenza, 9 luglio 1682 – Roma, 11 febbraio 1757), è stato un cardinale e arcivescovo cattolico italiano.

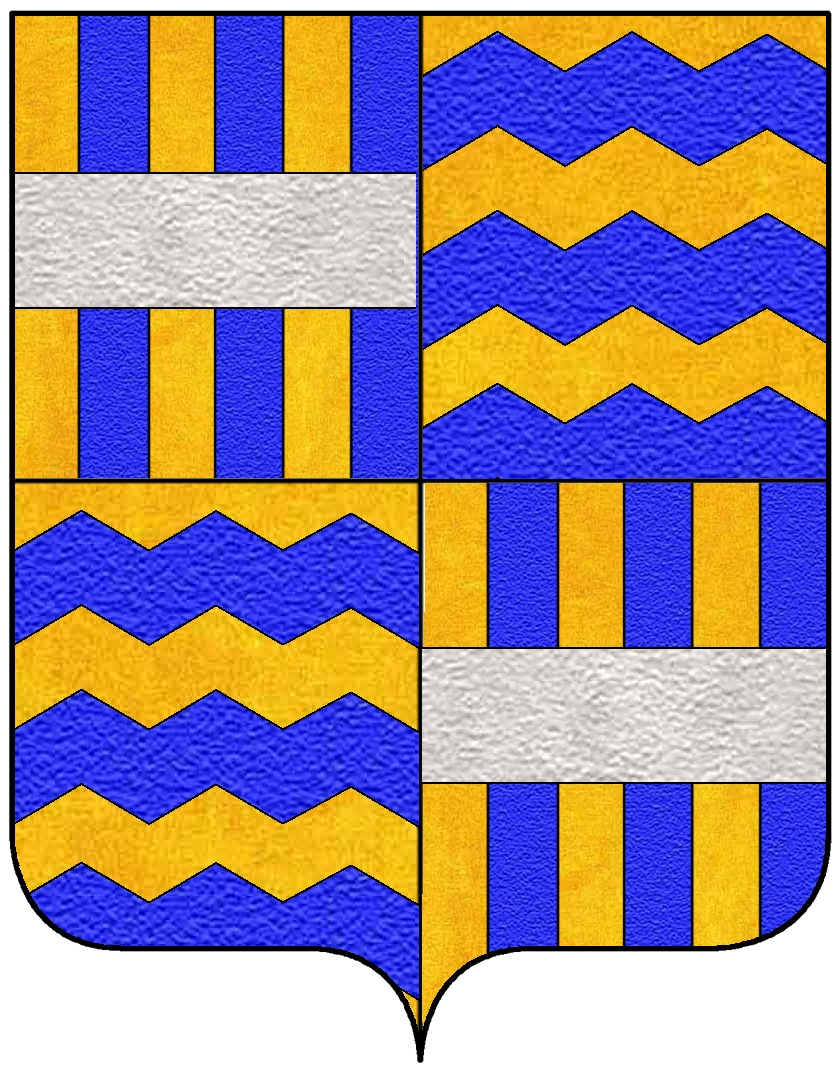
Stemma dei Landi

Proveniente da una nobile famiglia di Piacenza, era figlio del conte Odoardo Landi e di Elisabetta Lampugnani.

## Biografia
Studiò a Roma presso la Pontificia Accademia Ecclesiastica ed all'Università di Roma La Sapienza ove si laureò in utroque iure.
Divenne aiutante di studio del cardinale Giuseppe Renato Imperiali. Il duca di Parma Francesco Farnese lo inviò come suo ambasciatore a Parigi presso il duca d'Orléans Filippo II, reggente di Francia per conto dell'allora ancor minorenne re Luigi XV. Rientrato a Roma, divenne referendario del Supremo Tribunale della Segnatura Apostolica nel 1733. Nel 1736 divenne segretario della "Sacra Congregazione per la disciplina dei regolari" e consulente del Sant'Uffizio.
Fu ordinato sacerdote l'8 settembre 1741 ed il 18 del medesimo mese fu nominato arcivescovo di Benevento e consacrato dallo stesso papa Benedetto XIV.
Frequentò spesso la propria diocesi e si curò di restaurare ed abbellire la cattedrale di Benevento.
Con il concistoro del 9 settembre 1743 papa Benedetto XIV lo nominò cardinale con il titolo di Cardinale presbitero di Sant'Onofrio, che lasciò circa due anni dopo per quello di San Giovanni a Porta Latina.
Il 17 gennaio 1752 lasciò la cattedra episcopale di Benevento per rientrare a Roma. Qui fu Camerlengo del Sacro Collegio dal 1754 al 1755, anno in cui divenne Prefetto della "Congregazione sopra la correzione dei libri della chiesa orientale". Promosse la causa di beatificazione del Venerabile Padre Giovanni Leonardi, fondatore della congregazione dei Chierici Regolari della Madre di Dio.
Alla morte la sua salma venne inumata nella Chiesa di Santa Maria in Portico in Campitelli a Roma.

## Genealogia episcopale e successione apostolica
La genealogia episcopale è:
- Cardinale Scipione Rebiba
- Cardinale Giulio Antonio Santori
- Cardinale Girolamo Bernerio, O.P.
- Arcivescovo Galeazzo Sanvitale
- Cardinale Ludovico Ludovisi
- Cardinale Luigi Caetani
- Cardinale Ulderico Carpegna
- Cardinale Paluzzo Paluzzi Altieri degli Albertoni
- Papa Benedetto XIII
- Papa Benedetto XIV
- Cardinale Francesco Landi Pietra

La successione apostolica è:
- Vescovo Tommaso Giannelli (1753)
- Vescovo Saverio Giustiniani (1754)